# Abu-Bakr Yunis Jaber

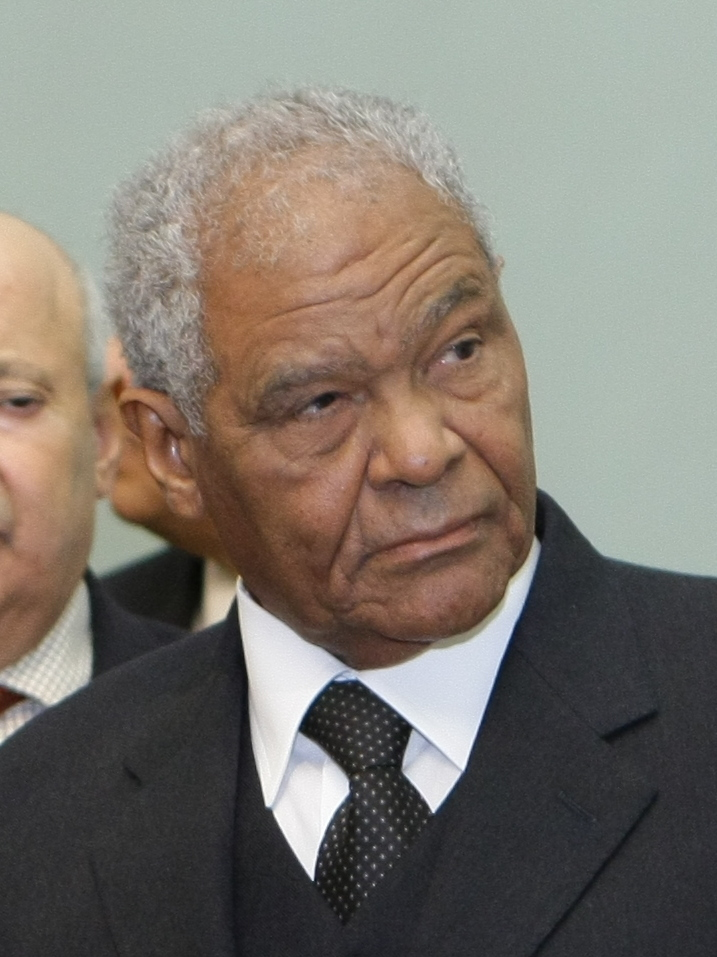
Abu-Bakr Yunis Jaber

Abu-Bakr Yunis Jaber, född 1952 i Jalu i al Wahat, död 20 oktober 2011 i Sirt, var en libysk brigadgeneral och försvarsminister under Muammar al-Gaddafi. Han studerade vid Libyens militärakademi i Benghazi tillsammans med Muammar al-Gaddafi.
Abu-Bakr Yunis Jaber tjänstgjorde som stabschef för Libyens militär men uppgavs ha satts i husarrest av landets diktator Muammar al-Gaddafi innan han dödades.